# Ano-luz
O ano-luz é uma unidade de comprimento usada para expressar distâncias astronômicas e é equivalente a cerca de 9,46 trilhões de quilômetros (9,46×1012 km). Conforme definido pela União Astronômica Internacional (IAU), um ano-luz é a distância que a luz viaja no vácuo em um ano juliano (365,25 dias). Por incluir a palavra "ano", o termo ano-luz às vezes é mal interpretado como uma unidade de tempo.
O ano-luz é mais frequentemente usado ao expressar distâncias a estrelas e outras distâncias em uma escala galáctica, especialmente em contextos não especializados e publicações científicas populares. A unidade mais comumente usada na astronomia profissional é o parsec (símbolo: pc, cerca de 3,26 anos-luz) que deriva da astrometria: é a distância na qual uma unidade astronômica subtende um ângulo de um segundo de arco.

## Definições
Conforme definido pela União Astronômica Internacional (IAU), o ano-luz é o produto do ano juliano (365,25 dias em oposição ao ano gregoriano de 365,2425 dias) e a velocidade da luz (299792458 m/s). Ambos os valores estão incluídos no Sistema de Constantes Astronômicas IAU (1976), usado desde 1984. A partir disso, as seguintes conversões podem ser derivadas. A abreviatura IAU reconhecida para ano-luz é ly, embora outros padrões como ISO 80000 usem "l.y." e abreviações localizadas sejam frequentes, como "al" em francês (de année-lumière), espanhol (de año luz), italiano (de anno luce), "Lj" e alemão (de Lichtjahr), etc.
| 1 ano luz | = 9460730472580800 metros (exatamente) |
| 1 ano luz | ≈ 9,461 trilhão de quilômetros         |
| 1 ano luz | ≈ 63241,077 unidades astronômicas      |
| 1 ano luz | ≈ 0,306601 parsecs                     |
Antes de 1984, o ano tropical (não o ano juliano) a velocidade da luz medida (não definida) foram incluídos no Sistema de Constantes Astronômicas da IAU (1964), usado de 1968 a 1983. O produto do J1900.0 de Simon Newcomb com ano tropical médio de 31 556 925,9747 efemérides segundos e uma velocidade da luz de 299792,5 km/s produziu um ano-luz de 9,460530×1015 m (arredondado para os sete dígitos significativos na velocidade da luz) encontrado em várias fontes modernas foi provavelmente derivado de uma fonte antiga, como o trabalho de referência de Astrophysical Quantities de 1973 de Clabon Allen, que foi atualizado em 2000, incluindo o valor IAU (1976) citado acima (truncado para 10 dígitos significativos).
Outros valores de alta precisão não são derivados de um sistema coerente da IAU. Um valor de 9,460 536 207×1015 m encontrado em algumas fontes modernas é o produto de um ano gregoriano médio (365,2425 dias ou 31556952 s) e a velocidade definida da luz (299792458 m/s). Outro valor, 9,460 528 405×1015 m, é o produto da média do ano tropical J1900.0 e a velocidade da luz definida.
Abreviaturas usadas para anos-luz e múltiplos de anos-luz são
- "ly" para um ano-luz[2]
- "kly" para um quiloano-luz (1 000 anos-luz)[17]
- "Mly" para um megaano-luz (1 000 000 anos-luz)[18]
- "Gly" para um gigaano-luz (1 000 000 000 anos-luz)[19]

## História
A unidade de ano-luz apareceu alguns anos após a primeira medição bem-sucedida da distância a uma estrela diferente do Sol, por Friedrich Wilhelm Bessel em 1838. A estrela era 61 Cygni, e ele usou um heliômetro de 6,2 polegadas (160 mm) projetado por Joseph von Fraunhofer. A maior unidade para expressar distâncias no espaço naquela época era a unidade astronômica, igual ao raio da órbita da Terra (1,50×108 km). Nesses termos, cálculos trigonométricos baseados na paralaxe de 61 Cygni de 0,314 segundos de arco, mostraram que a distância até a estrela era de 660000 unidades astronômicas (9,9×1013 km). Bessel acrescentou que a luz levava 10,3 anos para percorrer essa distância. Ele reconheceu que seus leitores apreciariam a imagem mental do tempo de trânsito aproximado da luz, mas se absteve de usar o ano-luz como uma unidade. Ele pode ter se ressentido de expressar distâncias em anos-luz porque isso reduziria a precisão de seus dados de paralaxe devido à multiplicação com o parâmetro incerto da velocidade da luz.
A velocidade da luz ainda não era conhecida com precisão em 1838; seu valor mudou em 1849 (Fizeau) e 1862 (Foucault). Ainda não era considerada uma constante fundamental da natureza, e a propagação da luz através do éter ou do espaço ainda era enigmática.
A unidade de ano-luz apareceu em 1851 em um artigo astronômico popular alemão de Otto Eduard Vincenz Ule. Ule explicou a estranheza de um nome de unidade de distância terminando em "ano" comparando-o a uma hora de caminhada (Wegstunde).
Um livro astronômico popular alemão contemporâneo também notou que ano-luz é um nome estranho. Em 1868, um jornal inglês rotulou o ano-luz como uma unidade usada pelos alemães. Arthur Stanley Eddington chamou o ano-luz de uma unidade inconveniente e irrelevante, que às vezes se arrastou do uso popular para as investigações técnicas.
Embora os astrônomos atuais geralmente prefiram usar o parsec, o ano-luz também são usados popularmente para medir as extensões do espaço interestelar e intergaláctico.

## Uso do termo
As distâncias expressas em anos-luz incluem aquelas entre estrelas na mesma área geral, como aquelas pertencentes ao mesmo braço espiral ou aglomerado globular. As próprias galáxias têm diâmetro de alguns milhares a algumas centenas de milhares de anos-luz e são separadas das galáxias e aglomerados de galáxias vizinhas por milhões de anos-luz. As distâncias a objetos como quasares e a Grande Muralha Sloan chegam a bilhões de anos-luz.
| Escala (ly) | Valor                | Item |
| ----------- | -------------------- | --- |
| 10−9        | 4,04×10−8 ly         | A luz solar refletida da superfície da Lua leva 1,2 a 1,3 segundos para percorrer a distância até a superfície da Terra (viajando cerca de 350 000 a 400 000 quilômetros). |
| 10−6        | 1,58×10−5 ly         | Uma unidade astronômica (a distância do Sol à Terra). Leva aproximadamente 499 segundos (8,32 minutos) para a luz percorrer essa distância. |
| 10−6        | 1,27×10−4 ly         | A sonda Huygens pousou em Titã, perto de Saturno, e transmite imagens de sua superfície, a 1,2 bilhões de quilômetros da Terra. |
| 10−6        | 5,04×10−4 ly         | New Horizons encontra Plutão a uma distância de 4,7 bilhões de quilômetros, e a comunicação leva 4 horas e 25 minutos para chegar à Terra. |
| 10−3        | 2,04×10−3 ly         | A sonda espacial mais distante, a Voyager 1, estava a cerca de 18 horas-luz de distância da Terra em outubro de 2014. Levará cerca de 17 500 anos para atingir um ano-luz em sua velocidade atual de cerca de 17 km/s (61 155 km/h) em relação ao Sol. Em 12 de setembro de 2013, os cientistas da NASA anunciaram que a Voyager 1 havia entrado no meio interestelar do espaço em 25 de agosto de 2012, tornando-se o primeiro objeto feito pelo homem a deixar o Sistema Solar. |
| 10−3        | 2,28×10−3 ly         | Voyager 1 em outubro de 2018, a quase 20 horas-luz da Terra |
| 100         | 1,6×100 ly           | A nuvem de Oort tem aproximadamente 2 anos-luz de diâmetro. Especula-se que seu limite interno esteja em 50 000 au, com sua borda externa em 100 000 au. |
| 100         | 2,0×100 ly           | Extensão máxima da dominância gravitacional do Sol (Esfera de Hill), 125 000 au). Além disso, está o meio interestelar gravitacional ex-solar profundo. |
| 100         | 4,24×100 ly          | A estrela conhecida mais próxima (além do Sol), Proxima Centauri, está a cerca de 4,24 anos-luz de distância. |
| 100         | 8,6×100 ly           | Sirius, a estrela mais brilhante do céu noturno. Duas vezes mais massivo e 25 vezes mais luminoso do que o Sol, ele supera as estrelas mais luminosas devido à sua proximidade relativa. |
| 100         | 1,19×101 ly          | HD 10700 e, um candidato extra-solar para um planeta habitável. 6,6 vezes mais massivo que a Terra, está no meio da zona habitável da estrela Tau Ceti. |
| 100         | 2,05×101 ly          | Gliese 581, uma estrela anã vermelha com vários exoplanetas detectáveis. |
| 100         | 3,1×102 ly           | Canopus, o segundo mais brilhante no céu atrás apenas de Sirius, um gigante brilhante tipo A9 10700 vezes mais luminoso que o sol. |
| 103         | 3×103 ly             | A0620-00, o segundo buraco negro conhecido mais próximo, está a cerca de 3,000 anos-luz de distância. |
| 103         | 2,6×104 ly           | O centro da Via Láctea está a cerca de 26 000 anos-luz de distância. |
| 103         | 1×105 ly             | A Via Láctea tem cerca de 100 000 anos-luz de diâmetro. |
| 103         | 1,65×105 ly          | RMC 136a1, na Grande Nuvem de Magalhães, a estrela mais luminosa conhecida com 8,7 milhões de vezes a luminosidade do Sol, tem uma magnitude aparente de 12.77, apenas mais brilhante do que 3C 273. |
| 106         | 2,5×106 ly           | A Galáxia de Andrômeda está a aproximadamente 2,5 milhões de anos-luz de distância. |
| 106         | 3×106 ly             | A Galáxia do Triângulo (M33), a cerca de 3 milhões de anos-luz de distância, é o objeto mais distante visível a olho nu. |
| 106         | 5,9×107 ly           | O grande aglomerado de galáxias mais próximo, o aglomerado de Virgem, está a cerca de 59 milhões de anos-luz de distância. |
| 106         | 1,5×108 – 2,5×108 ly | O Grande Atrator fica a uma distância de algo entre 150 e 250 milhões de anos-luz (sendo a última a estimativa mais recente). |
| 109         | 1,2×109 ly           | A Grande Muralha Sloan (não deve ser confundida com a Grande Muralha e Her–CrB GW) foi medida como estando a aproximadamente 1 bilhão de anos-luz de distância. |
| 109         | 2,4×109 ly           | 3C 273, opticamente o quasar mais brilhante, de magnitude aparente 12,9, apenas mais escuro do que o RMC 136a1. 3C 273 está a cerca de 2.4 bilhões de anos-luz de distância. |
| 109         | 4,57×10 ly           | A distância comóvel da Terra até a borda do universo visível é de cerca de 45,7 bilhões de anos-luz em qualquer direção; este é o raio comovente do universo observável. Isso é maior do que a idade do universo ditada pela radiação cósmica de fundo. |

## Unidades relacionadas
As distâncias entre objetos dentro de um sistema estelar tendem a ser pequenas frações de um ano-luz e geralmente são expressas em unidades astronômicas. No entanto, unidades menores de comprimento podem ser formadas de maneira semelhante, multiplicando as unidades de tempo pela velocidade da luz. Por exemplo, o segundo-luz, útil em astronomia, telecomunicações e física relativística, tem exatamente 299792458 metros ou 1⁄31557600 de um ano-luz. Unidades como minuto-luz, hora-luz e dia-luz são algumas vezes usadas em publicações científicas populares. O mês-luz, aproximadamente um duodécimo de um ano-luz, também é usado ocasionalmente para medidas aproximadas. O Planetário Hayden especifica o mês-luz com mais precisão como 30 dias de tempo de viagem na luz.
A luz viaja aproximadamente um pé em um nanossegundo; o termo "pé-luz" às vezes é usado como uma medida informal de tempo.